# Metaphroso gracilis
Metaphroso gracilis is een eenoogkreeftjessoort uit de familie van de Thalestridae. De wetenschappelijke naam van de soort is voor het eerst geldig gepubliceerd in 1910 door Brady.